# الحملة الصليبية عام 1129
الحملة الصليبية عام 1129 أو الحملة الصليبية على دمشق كانت حملة عسكرية شنتها مملكة القدس بقوات من الدول الصليبية الأخرى ومن أوروبا الغربية ضد إمارة دمشق البورية. كانت هذه الحملة، التي خطط لها الملك بلدوين الثاني ملك القدس، فاشلة في تحقيق أهدافها العسكرية. إلا أن تمهيداتها الدبلوماسية ضمنت خلافة عرش القدس ودعمًا بابويًا لفرسان الهيكل.

## التخطيط

### الدبلوماسية
شن بلدوين الثاني غارات على الأراضي الدمشقية في عامي 1125 و 1126 م. أقنعته هذه الغارات بأنه بحاجة إلى دعم خارجي للاستيلاء على المدينة. ولهذا الغرض أرسل ثلاث سفارات إلى أوروبا الغربية في عامي 1127 و1128. زعم ستيفن رانسيمان أن وفاة طغتكين، أمير دمشق، في 11 شباط 1128 دفع بلدوين إلى التخطيط لمحاولة أخرى على دمشق، ولكن الأدلة على إرسال سفارة بالفعل في عام 1127 تشير إلى أن القرار كان قد اتُخذ بالفعل قبل وفاة الأمير. ولم يقم بلدوين بحملة في عامي 1127 أو 1128، مما يشير إلى أنه كان يبني قواته بدلًا من التصرف بانتهازية.
في عام 1127، أرسل بالدوين هيو الباينزي إلى أوروبا لتجنيد رجال أقوياء لقضية حملة ضد دمشق. كما سعى للحصول على موافقة البابا على تجنيد تنظيم عسكري رهباني من فرسان الهيكل. كما أرسل بالدوين ويليام البوريسي وجاي بريسبار لترتيب زواج وريثته، ميليسيندي، من الكونت فولك الخامس الأنجوي. غادروا في أواخر صيف أو خريف عام 1127 وعادوا بحلول أيار 1129. كان فولك أرملًا ثريًا سبق له أن قام بالحج إلى القدس في عام 1120. كانت السفارة الثالثة، التي قام بها رئيس أساقفة ويليام الأول الصوري والأسقف روجر من الرملة، لضمان موافقة البابا هونوريوس الثاني على الزواج، لأنه سيؤدي إلى أن يصبح فولك ملكًا على القدس عند وفاة بالدوين. في رسالة بتاريخ أيار 1128، أكد هونوريوس أن بالدوين الثاني هو الملك الشرعي للقدس ووافق على فولك وريثًا له.
ليس من المؤكد ما إذا كان بالدوين قد تلقى تأييدًا بابويًا لعمله الهجومي. يصفه جوناثان فيليبس بأنه "مثال مبكر لحملة صليبية كانت عدوانية تمامًا في غرضها". من حيث حماية الأماكن المقدسة، لا يمكن تبريرها إلا على أنها إزالة تهديد قريب. تشير الأدلة الظرفية إلى أنها ربما حصلت على موافقة بابوية. تُظهر المواثيق أن الصليبيين المحتملين يؤدون عهودهم مقابل غفران الخطايا، وهو أمر لا يمكن إلا للكنيسة ضمانه. كان المندوب البابوي، الأسقف جيرارد من أنغوليم، حاضرًا عندما أدى فولك، بعد قبوله عرض الزواج، نذره في لومان في أيار 1128. ومع ذلك، لم يقابل هيو البابا شخصيًا، ولكن فقط المندوب البابوي، ماثيو من ألبانو، في مجمع تروا في كانون الثاني 1129، حيث تمت الموافقة على حكم فرسان الهيكل. إن غياب الأدلة المباشرة على تورط البابا قد يشير إلى "عدم الوضوح في كيفية بدء الحروب الصليبية" في هذا التاريخ المبكر.

### التجنيد
كان تجنيد الحملة الصليبية فريدًا من نوعه. فقد تولى تنفيذه بالكامل عملاء بلدوين الثاني، وعلى رأسهم هيو الباينز. ولا يوجد دليل على وجود تبشير. وكانت الحملة الصليبية الوحيدة السابقة التي جُنّدت بهذه الطريقة هي الحملة الصليبية عام 1107 على البيزنطيين، التي جندها في فرنسا قائدها بوهيموند الأول الأنطاكي، الذي نال موافقة البابا. ولم يُجنّد رجالٌ من الدول الصليبية أي حملة صليبية لاحقة، بل دُعاة أوروبيون.
من غير المعروف عدد الصليبيين الذين جندهم هيو في أوروبا. تتفق المصادر المسيحية والإسلامية على أن الجيش الذي أحضره فولك معه كان كبيرًا. ووفقًا لسجلات الأنجلو ساكسونية، "ذهب مع [هيو الباينز] وبعده عدد كبير من الناس لم يجتمعوا منذ الحملة الأولى"، يقصد الحملة الصليبية الأولى عام 1096-1099 م. يسجل كتاب أعمال أمراء أمبازي (Gesta Ambaziensium dominorum): "إن عددًا لا يحصى من الفرسان والجنود المشاة والعديد من الرجال من رتبة القنصل" [أي الكونتات] قد اجتمعوا". جاء المجندون في الغالب من أنجُو وشامبانيا وفلاندرز ونورماندي وبروفانس. هناك بعض الأدلة على أن هيو جنّد في إنجلترا وأسكتلندا. وأنه تلقى مبلغًا كبيرًا من المال من الملك هنري الأول ملك إنجلترا. وفقًا لأورديريك فيتاليس، انضم العديد من أتباع ويليام كليتو إلى الحملة الصليبية بعد اغتيال سيدهم.
لم يتم تشكيل جيش حملة دمشق بالكامل في أوروبا. أرسلت الدول الصليبية الأخرى - إمارة أنطاكية وكونتية الرها وكونتية طرابلس - قوات يقودها شخصيًا حكامها - بوهيموند الثاني وجوسلين الأول وبونس - ويضع المؤرخ الدمشقي المعاصر ابن القلانسي القوة الإجمالية التي جمعها كل من هيو وفولك عند 60000 رجل، معظمهم من المشاة. ويعطي ابن الأثير، الذي كتب تأريخه في القرن الثالث عشر، بأن عدد الفرسان بـ 2000 وعدد المشاة بالكثير. يقدر توماس أسبريدج حجم الجيش المشترك (بما في ذلك قوات الدول الصليبية) بـ 2000 فارس و10000 من المشاة. يقدر جمال الزنكي الجيش بـ 30000 مع 2000 فارس فقط.
يقول ابن القلانسي إن دمشق كان بها 8000 متطوع من البدو والتركمان بالإضافة إلى قوات عربية وفارسية جاؤوا لنجدة المدينة. وكان هذا بالإضافة إلى الجيش النظامي، الذي كان يتألف في معظمه من التركمان وربما بلغ عددهم حوالي 7000. وكان قائد القوات المساعدة البدوية هو مرة بن ربيعة. ووفقًا لابن القلانسي، فإن القوات المساعدة التركمان (أتراك الأوغوز) في الجيش الدمشقي كانت تتطلع إلى قتال الكفار، وهو موقف يبدو أنه ينذر بصعود السياسة الجهادية بين المسلمين، وقد وافق الأستاذ الجامعي روبرت ريلي على هذا الرأي، وأضاف في كتابه (إغلاق عقل المسلم) بأن نشوء هذه الجماعات كانت البذرة الثانية بعد بذرة نشوء الفكر الحنبلي في بداية الانحدار الثقافي والحضاري الإسلامي وبداية السلفيّة التشددية.

## الحملة

### بانياس
أبحر فولك في أوائل أو منتصف شهر نيسان/أبريل، ووصل إلى مملكة القدس في أواخر أيار/مايو من عام 1129. ويبدو أنه أرجأ رحيله نحو عام كامل، ليمنح هيو دي پايَنز الوقت الكافي لتجنيد جيش، إذ كان من الأجدى والأكثر أماناً أن تسافر القوات الأوروبية مجتمعة. وقد تم زواجه من ميليسندا في القدس قبل انطلاق الحملة على دمشق، وهي الحملة التي لم تبدأ فعليًّا إلا في شهر تشرين الأول/أكتوبر.
كانت الحملات العسكرية في فصل الشتاء أمراً نادراً، وغالبًا ما يُنظر إلى حملة دمشق على أنها تأخرت لأسباب غير معروفة. ويُشير كريستوفر تايرمان إلى أن تأخر وصول هيو إلى مملكة القدس لعدة أشهر بعد مجمع تروا قد يكون من أسباب هذا التأخير.
ومن ناحية أخرى، يرى بعض الباحثين أن الحملة لم تتأخر، بل عُجّل بها. ويعتمد هذا الرأي على رواية ابن الأثير، التي تفيد بأن الملك بلدوين الثاني كان قد تفاوض سرّاً مع متآمرين داخل دمشق لتسليم المدينة له.
ففي يوم جمعة محدد، كان من المفترض أن يقوم وزير دمشق، أبو علي طاهر بن سعد المزدقاني، بحبس الناس في الجامع وفتح أبواب المدينة للصليبيين. وفي المقابل، كان الوزير سيُمنح مدينة صور، التي لم تكن قد فُتحت لمملكة القدس إلا مؤخرًا خلال حملة 1122–1124 م الصليبية.
على أية حال، لم يحدث مثل هذا التسليم لأن أمير دمشق، تاج الملوك بوري، أمر بقتل الوزير (مع كل طائفةالحشاشين الذين مالوا له في 4 أيلول 1129 م). وهذا بدوره دفع إسماعيل العجمي، قائد الحشاشين في بلدة بانياس، إلى محاولة طلب السلام مع تاج الملوك - التي لم يُكتب لها النجاح - ثم إلى تسليم حصنه للصليبيين واللجوء مع رجاله إلى مملكة القدس، خوفًا من عملية التطهير التي قادها تاج الملوك. كان هذا هو الاستحواذ الإقليمي الوحيد المرتبط بالحملة الصليبية عام 1129 م. سار الجيش الصليبي لقبول استسلام بانياس قبل أن يتجه نحو هدفه الرئيس. ربما أثرت الحاجة إلى حامية بانياس على تاريخ بدء الحملة. وضع بالدوين رينيه بروس مسؤولًا عن بانياس.

### دمشق
في تشرين الأول، سار الجيش الصليبي المشترك إلى مسافة ستة أميال من دمشق. وأقاموا معسكرًا بالقرب من جسر الخشب في داريا جنوب غرب المدينة. ووفقًا لويليام الصوري، كان الهدف هو الاستيلاء على دمشق إما بالهجوم أو بالحصار. أقام أمير دمشق معسكرًا في مواجهة الصليبيين. تتفق المصادر الرئيسة، وهم ويليام الصوري وابن القلانسي، على أن الصليبيين لم يقتربوا من دمشق أكثر من ذلك، لكن ابن الأثير يشير إلى أن نوعًا من الحصار قد بدأ بالفعل.
في أوائل تشرين الثاني، قاد ويليام بوريس حملة بحث عن الطعام جنوبًا إلى حوران. ووفقًا للمصادر الإسلامية، تألفت هذه الحملة من القوات النخبة. يقول ويليام الصوري أنهم كانوا 1000 فارس "من رتبة أقل". انتشر الباحثون عن الطعام بلا مبالاة على مساحة واسعة. وعندما علم تاج الملوك بوري بذلك، أرسل فرسانه النخبة - وهي قوة مختلطة من التركمان والبدو وعسكر حماة بقيادة شمس الخواص لمهاجمة الباحثين عن الطعام في مكان يسمى البراق في مرج الصفر على بعد حوالي عشرين ميلًا جنوب الموقع الرئيس. لم يكن جيش الباحثين عن الطعام مستعدًا للهجوم. وفقًا لابن الأثير، أُسر 300 فارس و10,000 شاة. لم يتمكن سوى ويليام بوريس و39 آخرين من العودة إلى المخيم للإبلاغ عن الهزيمة. أشاد ابن القيساراني بمدح بوري، بهذا النصر قائلًا: "لقد قدتَ [بوري] الخيول، وحميتَ أرضك وشعبك وأمتك". 
بعد الهزيمة، أصدر بلدوين الثاني الأمر بالهجوم، لكن القوات مُنعت من التقدم بسبب عاصفة رعدية مفاجئة والضباب الذي أعقبها. جعلت الأمطار الطريق إلى دمشق غير سالك. ووفقًا لويليام الصوري، تم تفسير هذا على أنه عقاب إلهي لخطاياهم وعلامة على وجوب انسحابهم. يدعي ابن الأثير وابن القلانسي أن الصليبيين تراجعوا خوفًا من جيش دمشق. ووفقًا لميخائيل السرياني، الذي ربما يعتمد على السجل المعاصر المفقود لباسيل بن شمنا، دفعت دمشق 20000 دينار وعرضت جزية سنوية مقابل انسحاب الصليبيين. غادر الجيش الصليبي في 5 كانون الأول، تاركًا وراءه أمتعة كبيرة ليتم الاستيلاء عليها. تعرضت مؤخرة الجيش لمضايقات من العدو بشكل مستمر أثناء انسحابه، الذي كان بطيئًا ولكن منظمًا. وعند عودته، انقسم الجيش على الفور. ووفقًا لابن القلانسي، فإن انسحابه "أراح قلوب المسلمين [في دمشق] من الرعب".
عند دراسة هزيمة الصليبيين، يشير تيرمان إلى الصعوبات اللوجستية الكامنة في الهجوم على دمشق، والذي يتطلب خطوط إمداد طويلة عبر أراضي العدو. يقترح الزنكي أن ذكر 2000 فارس فقط يشير إلى نقص في الفرسان والخيول. يمثل فشل الحملة الصليبية نهاية فترة من العدوان شملت الاستيلاء على صور وحصار حلب (1124) وثلاث حملات ضد دمشق. كانت المحاولة الصليبية الوحيدة اللاحقة على دمشق خلال الحملة الصليبية الثانية.

## قائمة المشاركين
- بلدوين الثاني
- بوهيموند الثاني
- جيفري من بيلو مورتاريو
- جيتييه كونت ريثيل[الإنجليزية] (مُحتمل)
- هيوجز دي بانز
- هيو الثالث لي بوست[الإنجليزية]
- هيو التشارمونتي
- فولك ملك بيت المقدس
- جوسلين الأول كونت الرها
- بونس، كونت طرابلس
- رنغالد الأول كونت بار[الإنجليزية]
- روبرت دي كارن[الإنجليزية] وأخوه هنري (مُحتمل)
- تييري دي شيفر
- والتر تيرل[الإنجليزية] (مُحتمل)
- ويليام من لا فيرتي فيدام (مُحتمل)
- وليام السادس من مونبلييه[الإنجليزية] (مُحتمل)

يذكر جوناثان رايلي سميث تسعة صليبيين آخرين محتملين أو محتملين، بما في ذلك ألماني واحد على الأقل، وهو بيرثولد، لورد سبرسيك.

## فهرس
- Al-Zanki, Jamal M. H. A. (1989). The Emirate of Damascus in the Early Crusading period, 488–549/1095–1154 (PhD diss.). University of St Andrews. hdl:10023/2937.
- Asbridge, Thomas (2013). "How the Crusades Could Have Been Won: King Baldwin II of Jerusalem's Campaigns against Aleppo (1124–5) and Damascus (1129)". Journal of Medieval Military History. 11. Boydell & Brewer: 73–93. doi:10.1515/9781782041672-005. ISBN 9781843838609. JSTOR 10.7722/j.ctt31njvf.7.
- Hermes, Nizar F. (2017). "The Poet(ry) of Frankish Enchantment: The Ifranjiyyāt of Ibn Qaysarānī". Middle Eastern Literatures. 20 (3): 267–287. doi:10.1080/1475262x.2017.1385695. S2CID 166119010.
- Lock, Peter (2006). The Routledge Companion to the Crusades. Routledge.
- Mayer, Hans Eberhard (1989). "Angevins versus Normans: The New Men of King Fulk of Jerusalem". Proceedings of the American Philosophical Society. 133 (1): 1–25. JSTOR 987158.
- Nicholson, Robert L. (1969) [1955]. "The Growth of the Latin States, 1118–1144". In Setton, Kenneth M.؛ Baldwin, Marshall W. (eds.). A History of the Crusades, Volume I: The First Hundred Years (Second ed.). Madison, Milwaukee, and London: University of Wisconsin Press. pp. 410–447. ISBN 0-299-04834-9.
- Phillips, Jonathan (1994). "Hugh of Payns and the 1129 Damascus Crusade". In Malcolm Barber (ed.). The Military Orders: Fighting for the Faith and Caring for the Sick. Variorum. pp. 141–147.
- Phillips, Jonathan (1996). Defenders of the Holy Land: Relations between the Latin East and the West, 1119–1187. Oxford University Press.
- Phillips, Jonathan (2006). "Crusade of 1129". In Alan V. Murray (ed.). The Crusades: An Encyclopedia. Vol. 4 vols. ABC-CLIO. vol. 1, pp. 308–309.
- Riley-Smith, Jonathan (1997). The First Crusaders, 1095–1131. Cambridge University Press.
- Runciman, Steven (1951). A History of the Crusades, Volume II: The Kingdom of Jerusalem and the Frankish East, 1100–1187. Cambridge University Press.
- Tyerman, Christopher (2019). The World of the Crusades: An Illustrated History. Yale University Press.